# Blentarp
Blentarp is een plaats in de gemeente Sjöbo in Skåne de zuidelijkste provincie van Zweden. De plaats heeft 1144 inwoners (2005) en een oppervlakte van 114 hectare.
De plaats ligt in de buurt van een helling van de heuvelrug Romeleåsen.